# مورتن مولر
مورتن مولر (بالنرويجية: Morten Müller)‏ هو رسام نرويجي، ولد في 13 فبراير 1828 في هولمستراند في النرويج، وتوفي في 10 فبراير 1911 في دوسلدورف في ألمانيا.

## معرض صور

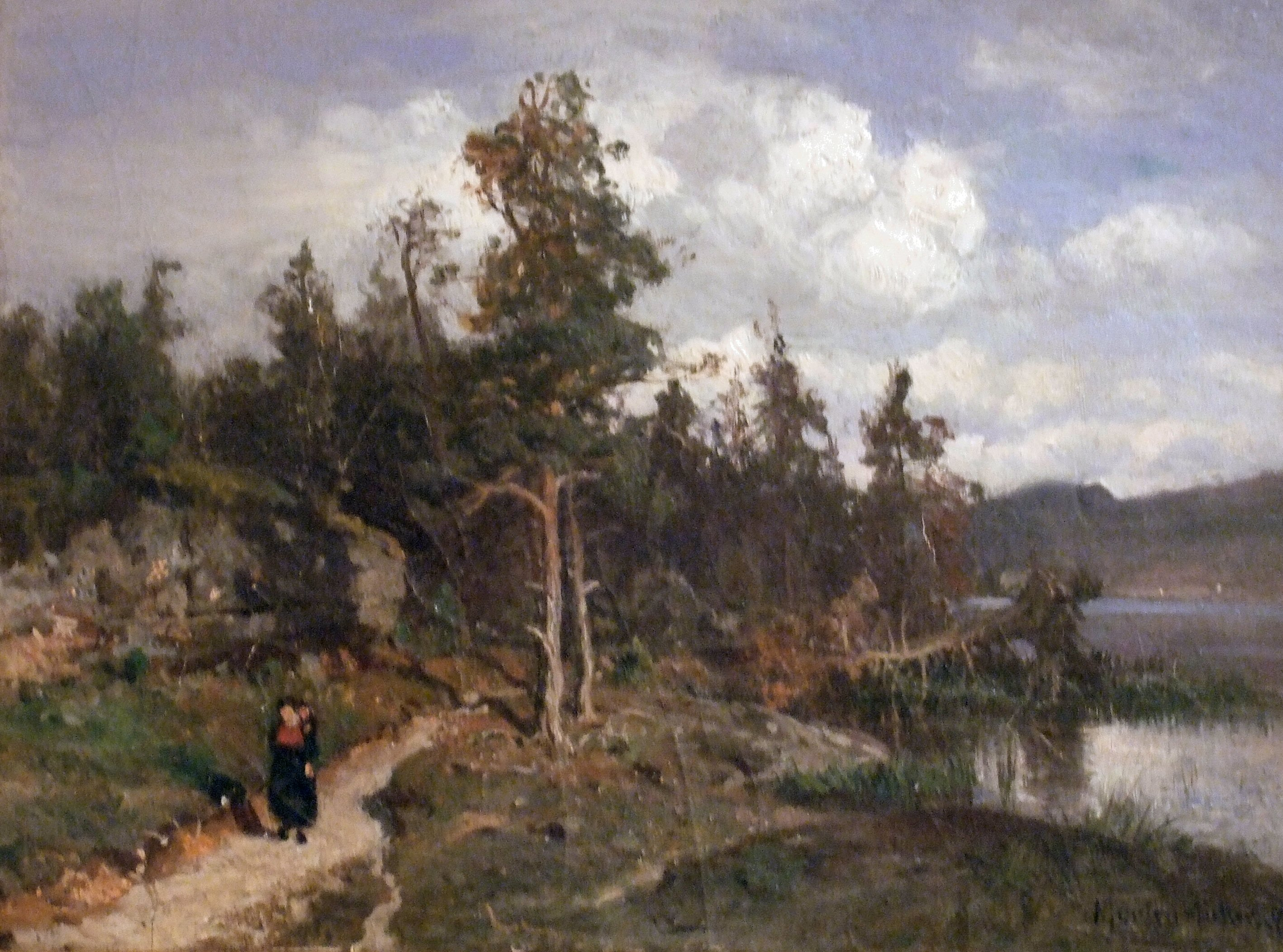
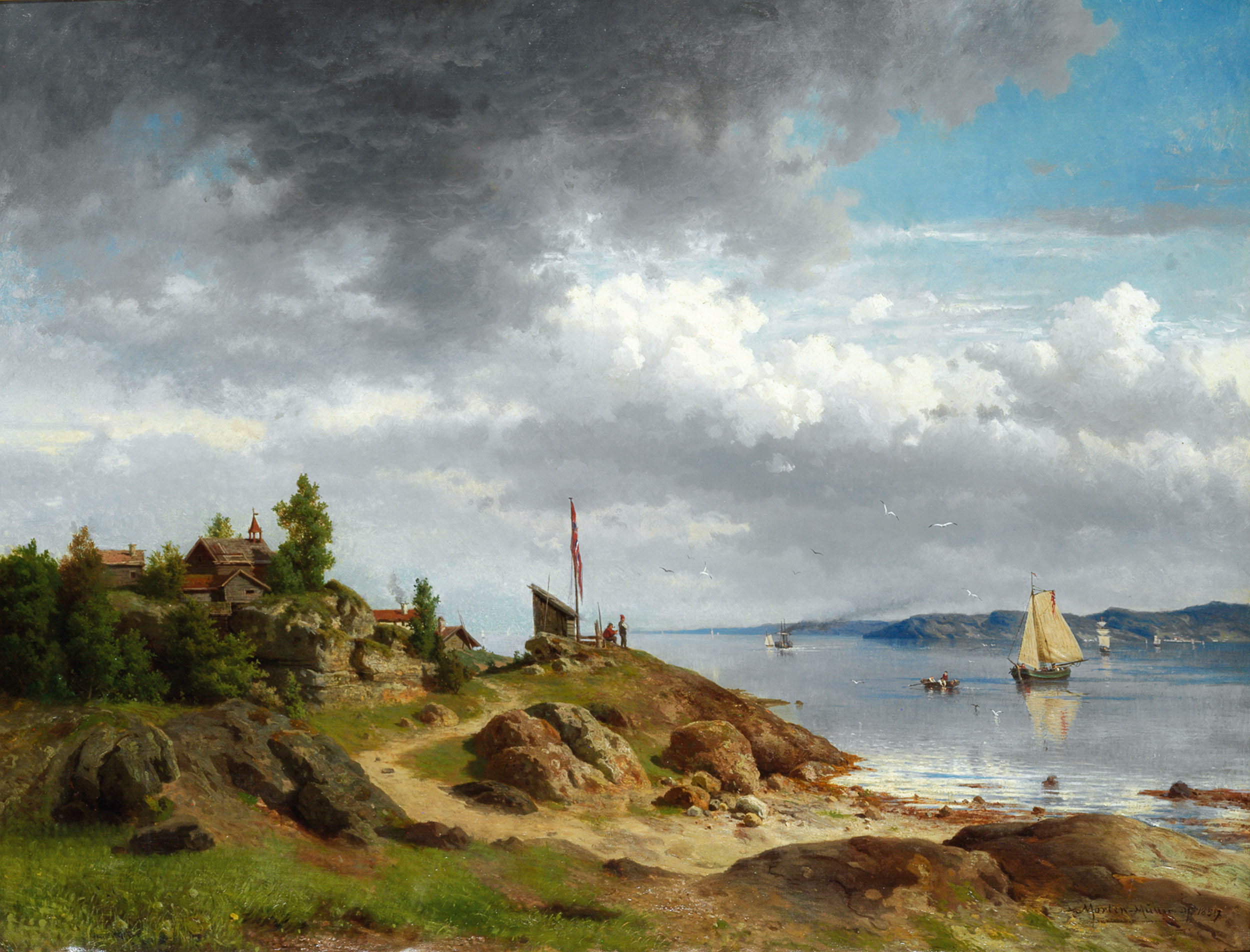
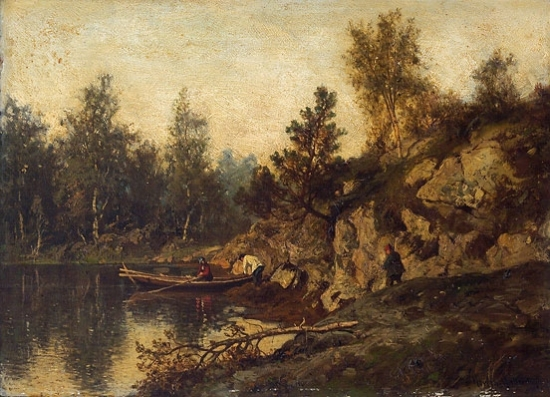